# Alison Chadwick-Onyszkiewicz
Alison Chadwick-Onyszkiewicz (ur. 4 lutego 1942 w Birmingham, Anglia, zm. 17 października 1978 w Himalajach) – brytyjska himalaistka, taterniczka, alpinistka, malarka, z zawodu nauczycielka litografii.

## Życiorys
Wspinała się od 1960 w Walii, Anglii i Alpach. W Tatrach dokonała takich przejść jak: wschodnią ścianą Mnicha, północną ścianą Kazalnicy Mięguszowieckiej. Dokonała I wejścia zimowego północną ścianą Pośredniego Mięguszowieckiego Szczytu.
W 1971 wyszła za mąż za polskiego alpinistę Janusza Onyszkiewicza, była jego drugą żoną.
W 1972 uczestnicząc w polskiej wyprawie w Hindukusz, weszła na Aspe Safed i Noszak. W 1975 w Himalajach z członkami polskiej wyprawy dokonała I wejścia na Gaszerbrum III (7952 m), co było brytyjskim rekordem wysokości dla kobiet. W 1978 wzięła udział w I Amerykańskiej Wyprawie Himalajskiej Kobiet na Annapurnę, gdzie zginęła wskutek upadku na lodowym stoku blisko obozu V (razem z Verą Watson). Była członkiem Warszawskiego Klubu Wysokogórskiego.